# Criciúma EC
Criciúma Esporte Clube este un club de fotbal din Criciúma, Santa Catarina, Brazilia. 

## Lotul actual
| Nr. |           | Poziție | Jucător               |
| --- | --------- | ------- | --------------------- |
| 1   | Brazilia  | P       | Bruno                 |
| 2   | Argentina | F       | Sergio Escudero       |
| 3   | Brazilia  | F       | Ronaldo Alves         |
| 4   | Brazilia  | F       | Fábio Ferreira        |
| 5   | Brazilia  | M       | Serginho              |
| 6   | Brazilia  | F       | Cortez                |
| 7   | Brazilia  | A       | Silvinho              |
| 8   | Brazilia  | M       | Martinez              |
| 9   | Brazilia  | A       | Lucca                 |
| 10  | Brazilia  | M       | Paulo Baier (captain) |
| 13  | Brazilia  | F       | Rafael Donato         |
| 15  | Brazilia  | M       | Maylson               |
| 16  | Brazilia  | P       | David                 |
| 17  | Brazilia  | F       | Giovanni              |
| 18  | Brazilia  | M       | Rodrigo Souza         |

| Nr. |          | Poziție | Jucător          |
| --- | -------- | ------- | ---------------- |
| 19  | Brazilia | M       | Ricardinho       |
| 21  | Brazilia | M       | Wellington Bruno |
| 22  | Brazilia | F       | Ezequiel         |
| 23  | Brazilia | F       | Gualberto        |
| 24  | Brazilia | P       | Galatto          |
| 25  | Brazilia | M       | Rafael Costa     |
| 26  | Brazilia | M       | Vitor            |
| 27  | Brazilia | F       | Eduardo          |
| 28  | Brazilia | M       | Luisinho Mello   |
| 29  | Brazilia | A       | Bruno Lopes      |
| 30  | Brazilia | M       | João Vitor       |
| 31  | Brazilia | A       | Gustavo          |
| 32  | Brazilia | F       | Joílson          |
| 33  | Brazilia | A       | Maurinho         |
| 34  | Brazilia | A       | Cristiano        |